# MyFreeCams.com
MyFreeCams.com (скорочено MFC) — вебсайт, що дозволяє дівчатам-моделям вести пряму трансляцію (зазвичай еротичного змісту) через свою вебкамеру.

## Історія
Сайт MyFreeCams.com почав свою роботу в 2004 році. У 2010 році видавництво XBIZ назвало його одним з найбільших в світі відеочатів для дорослих. На той момент на сайті було 100 тисяч моделей і 5 мільйонів зареєстрованих користувачів. У 2013 році канал CNBC повідомляв, що деякі топові моделі на сайті заробляють від $75 тис. до $100 тис. на місяць. Це більше, ніж заробляють деякі справжні порноакторки, яким, щоб отримати ці ж гроші, потрібно зніматися в реальних секс-сценах. При цьому самі вебмоделі в більшості своїй не вважають себе порнозірками і не збираються затримуватися в галузі. Після досягнення певного заробітку багато просто залишають сайт.
У 2014 році видання Miami New Times повідомило, що останніми роками прибутки порноіндустрії постійно падають через велику кількість безкоштовних YouTube-подібних сайтів порнографічної тематики. Єдина галузь, яка показує стабільне зростання, це сайти з вебмоделями, лідером яких був названий MyFreeCams. За повідомленням CNBC у 2015 році серед вебмоделей всіх подібних сайтів частка громадянок США становила не більше 35 %, решта дівчат були в основному з Колумбії, Філіппін та Східної Європи (Румунія, Чехія, Україна і Росія). Однак якщо говорити про сайт MyFreeCams, то частка американок там переважна.

## Концепція
Дівчата-моделі, зазвичай це прості любительки, використовуючи вебкамеру, ведуть на сайті пряму трансляцію (стрім). Оскільки кожна модель робить те, що вважає за потрібне, зміст трансляції може варіюватися від вульгарних розмов і стриптизу до мастурбації і різних ігор з секс-іграшками. Користувачі сайту можуть набувати токени (жетони), які потім дарувати моделям, наприклад одночасно просячи, що-небудь за це зробити. Деякі дівчата використовують вібруючі іграшки, які через Bluetooth з'єднані з додатком на телефоні. Таким чином, коли хтось дарує токен іграшка починає вібрувати. Також за токени можна купувати приватні шоу.
Реєстрація на сайті не обов'язкова. Будь-який користувач може подивитися будь-яке шоу, яке йде в даний момент (крім приватних). Однак для того, щоб спілкуватися в чаті або купувати токени потрібна реєстрація. Крім чату моделі і користувачі можуть спілкуватися один з одним шляхом відправки особистих повідомлень.
При цьому сайт накладає деякі обмеження на дії, які здійснюються моделями на камеру. Наприклад не можна вести трансляцію з публічних місць. Був випадок, коли модель була забанена за стрім з бібліотеки Орегонського державного університету в Корваллісі. В іншому випадку вебмоделі протягом трьох місяців вдавалося вести трансляції з Віндзорської публічної бібліотеки, перш ніж вона була забанена.

## Визнання індустрії
Сайт MyFreeCams.com отримував премії XBIZ Award у 2011, 2012 та 2013 роках в номінації «Відеочат року» (Live Cam Site of the Year). XBIZ також назвали MFC одним з 50 ньюзмейкерів в порноіндустрії за 2011 рік. У 2014 році сайт отримав премію AVN Awards за «Найкращий відеочат» (Best Live Chat Website).